# Tony Brooks
Charles Anthony Standish Brooks (ur. 25 lutego 1932 w Dukinfield, zm. 3 maja 2022) – brytyjski kierowca wyścigowy. W 1955 roku zadebiutował w Formule 1 w barwach teamu Connaught, w barwach której wygrał Grand Prix w Syrakuzach. W 1956 jeździł dla teamu Vanwall. Po trzech latach został ściągnięty do zespołu Ferrari. Utracił tytuł po kolizji z Jackiem Brabhamem. Po sezonie 1959 odszedł z Formuły 1, a w 1961 roku zakończył karierę wyścigową.